# Hécatée de Cardia
Pour les articles homonymes, voir Hécatée.
Hécatée de Cardia est un tyran de la cité de Cardia en Chersonèse de Thrace au IVe siècle av. J.-C.

## Notice biographique
Hécatée est placé à la tête de la cité de Cardia en -342 par Philippe II qui vient de rallier la cité à sa cause à la suite de la campagne du général athénien Diopeithès. Hécatée est l'ennemi héréditaire de la famille d'Eumène de Cardia, expliquant que le futur chancelier d'Alexandre le Grand passe sa jeunesse en Macédoine. 

## Histoire
En -336, il débarque en Asie Mineure pour faire jonction avec les troupes de Parménion afin de combattre Attale qui complote contre Alexandre. En -322, Antipatros, assiégé dans Lamia en Thessalie, lui confie une ambassade auprès de Léonnatos afin que celui-ci y conduise des renforts. À la mort d'Alexandre en -323, la Chersonèse tombe aux mains de Lysimaque qui fait détruire la cité de Cardia en 309 pour laisser place à Lysimacheia. 